# شعبان (صنعاء)
شعبان هي إحدى قرى الجمهورية اليمنية. تتبع جغرافيا لمحافظة صنعاء وإداريًا لمديرية بلاد الروس. يبلغ تعداد سكانها 1346 نسمة حسب الإحصاء الذي أجري عام 2004.